# Mondriz
Mondriz (llamada oficialmente Santiago de Mondriz) es una parroquia española del municipio de Castro de Rey, en la provincia de Lugo, Galicia.

## Organización territorial
La parroquia está formada por siete entidades de población:
- A Eixavedra
- A Igrexa
- As Veigas do Couso
- O Ancao
- O Ancao Pequeno
- O Pacio
- O Vilar

## Demografía
| Gráfica de evolución demográfica de Mondriz entre 2000 y 2019 |
|                                                               |
| Datos según el nomenclátor publicado por el INE.              |